# جورجونوبسيا
الجورجونوبسيا (Gorgonopsia«، وجه جورجون») هي رتيبة من سينابسيدات الثيرابسيد، ومثل الثيرابسيدات الأخرى كانت الجورجونوبسيات خلال وقت واحد تسمى «ثدييات شبيهة بالزواحف».